# Javier Urruticoechea
Francisco Javier González Urruticoechea (San Sebastián, 17 de fevereiro de 1952 - Esplugues de Llobregat, 24 de maio de 2001), mais conhecido como "Urruti", foi um futebolista que atuava como goleiro.

## Carreira

### Clubes
Urruti iniciou sua carreira no time júnior do Lengokoak. Em 1969 foi contratado para atuar pela "equipe B" do Real Sociedad, onde permaneceu por três anos. Nas temporadas seguintes de La Liga, disputou a posição de goleiro principal com o lendário Luis Miguel Arconada.
Com a confirmação de Arconada para a vaga que almejava, Urruti transferiu-se para o RCD Espanyol, onde ganhou o prêmio Don Balón em 1981, como Futebolista Espanhol do Ano. Em seguida, foi contratado pelo Barcelona.
Na temporada 1983-1984, Urruti ganhou o Troféu Zamora, como melhor goleiro. Ao lado de Steve Archibald e Bernd Schuster, ele foi um dos destaques da equipe comandada por Terry Venables, que conquistou La Liga na temporada 1984-1985, e chegou à final da Taça dos Campeões da UEFA no ano seguinte.
Com a contratação de outro basco, Andoni Zubizarreta (oriundo do Athletic Bilbao), em 1986, ele foi colocado na reserva e só voltou a atuar em um jogo da Liga, antes de tornar-se treinador de goleiros do clube.

### Seleção Espanhola
Urruti atuou em cinco jogos pela Seleção Espanhola de Futebol e integrou a equipe nas Copas do Mundo da Argentina (1978), Espanha (1982) e México (1986), além da Copa UEFA de 1980.
Sua estréia se deu em um amistoso contra Seleção Norueguesa, em 29 de março de 1978, em Gijón. No entanto, a exemplo do que ocorria nos clubes em que jogou, ele nunca foi teve oportunidade de substituir os companheiros bascos Arconada e Zubizarreta. Urruti também jogou duas vezes pela Seleção Basca.

## Morte
Urruti morreu em 24 de maio de 2001, aos 49 anos de idade, num acidente automobilístico nos arredores de Barcelona.

## Títulos
| Campeonato                |           |                     |
| Campeonato                | Clube     | Temporada           |
| ------------------------- | --------- | ------------------- |
| Copa dos Campeões da UEFA | Barcelona | 1981-1982           |
| La Liga                   | Barcelona | 1984-1985           |
| Copa do Rei               | Barcelona | 1982-1983 1987-1988 |
| Supercopa da Espanha      | Barcelona | 1983                |
| Copa da Liga Espanhola    | Barcelona | 1982-1983 1985-1986 |

## Prêmios individuais
| Prêmio        |                             |           |
| Prêmio        | Distinção                   | Temporada |
| ------------- | --------------------------- | --------- |
| Don Balón     | Futebolista Espanhol do Ano | 1980-1981 |
| Troféu Zamora | Melhor Goleiro              | 1983-1984 |